# Plecodus paradoxus
Plecodus paradoxus là một loài cá thuộc họ Cichlidae. Nó được tìm thấy ở Burundi, Cộng hòa Dân chủ Congo, Tanzania, and Zambia. Các môi trường sống tự nhiên của chúng là hồ nước ngọt and inland deltas.